# Comida di buteco

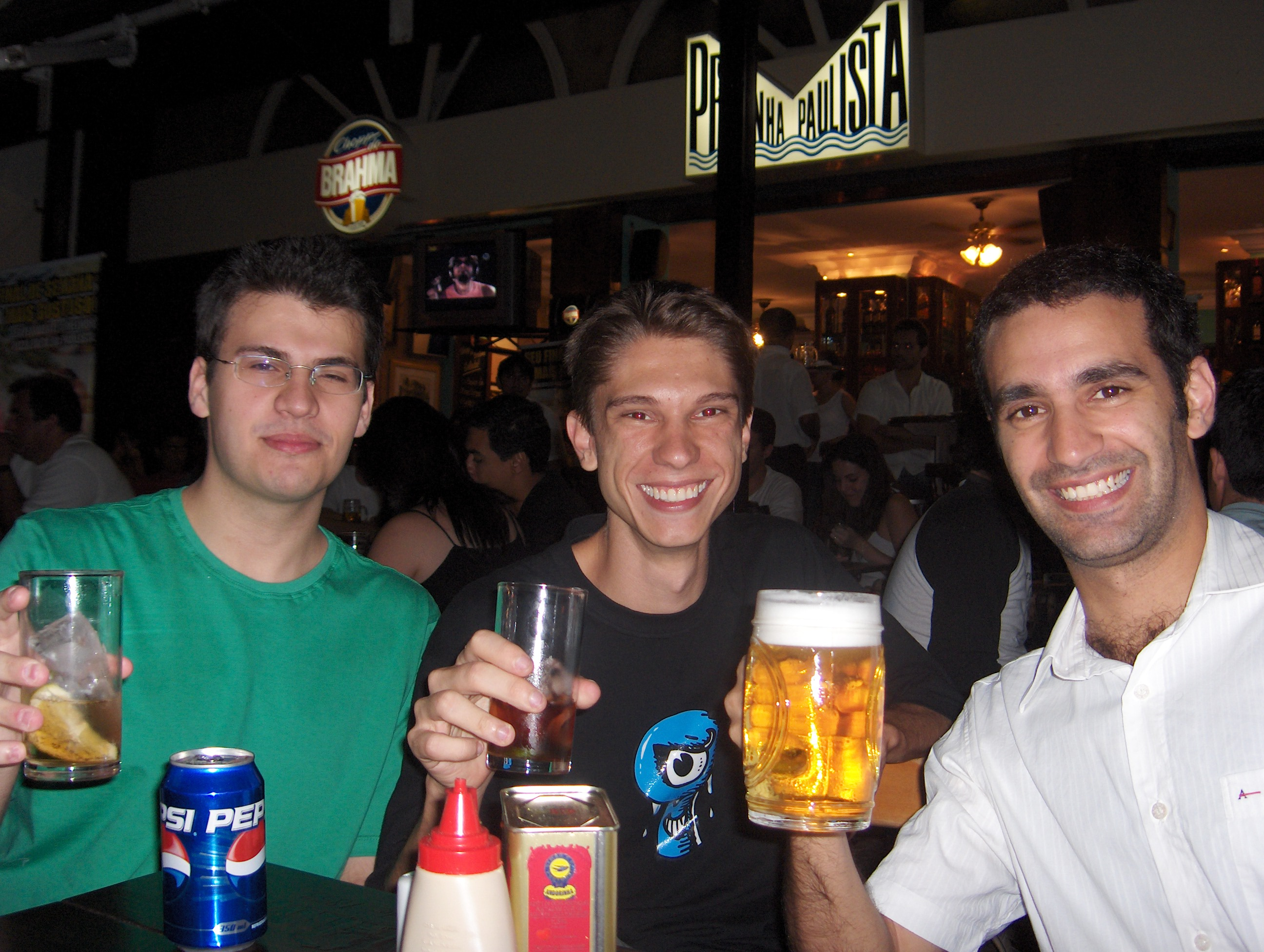
Clientes de un bar (o boteco).

Comida di Buteco es considerado el mayor evento gastronómico en Minas Gerais y uno de los más grandes de Brasil.
Fue creada en 1999 por el gastronomista Eduardo Maya y su lanzamiento fue en 2000 en la ciudad de Belo Horizonte.
Cada año entre abril y mayo se celebra la competición anual de bares que sirve de pretexto para visitar distintos pubs y bares de Belo Horizonte todas las noches durante un mês en búsqueda de los mejores aperitivos (conocidos como tira-gosto), como dicen los belo-horizontinos. Algunos de los 40 mejores bares compiten en categorías como la higiene, la temperatura de la cerveza, el servicio y sobre todo, el mejor tira-gosto.
Los ganadores se deciden no solo por jueces, sino por el voto popular.

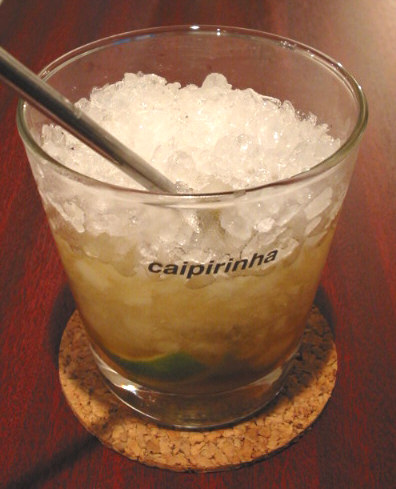
La caipirinha.

Conocida como la "capital brasileña de los bares", hay cerca de 14.000 en la ciudad, más bares por habitante que cualquier otra gran ciudad de Brasil. La recreación de la ciudad está en sus miles de restaurantes, pubs y bares. La cocina regional es una atracción que acompaña la concomitante cerveza, el vino o la famosa cachaza.